# Saint-Cyr-la-Roche
Saint-Cyr-la-Roche település Franciaországban, Corrèze megyében. Lakosainak száma 458 fő (2022. január 1.). Saint-Cyr-la-Roche Objat, Saint-Bonnet-la-Rivière, Saint-Solve, Vars-sur-Roseix és Vignols községekkel határos.

## Népesség
A település népessége az elmúlt években az alábbi módon változott:
| Lakosok száma | 290  | 288  | 276  | 404  | 487  | 496  | 505  | 481  | 469  | 458  |
|               | 1968 | 1982 | 1990 | 2006 | 2013 | 2015 | 2017 | 2019 | 2020 | 2022 |